# Lestes disjunctus
Lestes disjunctus är en trollsländeart. Lestes disjunctus ingår i släktet Lestes och familjen glansflicksländor.

## Underarter
Arten delas in i följande underarter:
- L. d. australis
- L. d. disjunctus

## Bildgalleri

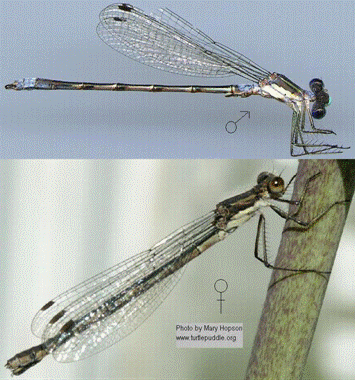